# Leon Thomas III
Leon Thomas III (Brooklyn, 1 augustus 1993) is een Amerikaanse acteur, zanger, songwriter, muzikant en danser. Hij speelde als kind in verschillende musicals voordat hij de rol van Andre Harris vervulde in de Nickelodeon-serie Victorious. Na nog een paar andere kleinere rollen te hebben gespeeld, is hij zich in de jaren 2010 gaan focusen op muziek als deel van productieduo The Rascals. In 2023 bracht hij zijn debuutalbum Electric Dusk uit, gevolgd door MUTT in 2024. Hij heeft meegewerkt aan nummers voor onder andere Ariana Grande, Drake, Rick Ross en SZA.  

## Carriëre als acteur
Op 10-jarige leeftijd, in 2003, begon Thomas met acteren en speelde hij de rol van de jonge Simba in de Broadway-versie van The Lion King. In 2004 speelde hij de rol van Jackie Thibodeaux in de musical Caroline, or Change. Hij speelde ook in de musical The Color Purple en in 2007 verscheen hij in de film August Rush. Kort daarna tekende hij een contract bij Nickelodeon en verscheen als zangstem voor Tyrone in de tekenserie The Backyardigans.
Vanaf 2010 speelde hij de rol van Andre Harris in de Nickelodeon-serie Victorious. Hij speelde deze rol tot de laatste aflevering in 2013.

## Begin van muziekcarriëre
In 2012 bracht Thomas zijn eerste mixtape Metro Hearts uit. In 2013 werkte hij als producer en schrijver mee aan 4 nummers op het album Yours Truly van zijn Victorious co-ster Ariana Grande. Als deel van het productieduo The Rascals werkte hij mee aan het nummer I'd Rather Be Broke van Toni Braxton. 
In 2014 bracht Thomas zijn tweede mixtape V1bes uit. In 2016 werkte hij mee aan het album Stoney van Post Malone. In 2016 bracht Thomas ook zijn derde mixtape Before the Beginning uit op SoundCloud. 
In 2018 bracht Thomas zijn debuut EP Genesis uit, die samenwerkingen bevatte met Buddy en Tayla Parx. In de jaren die volgden zou hij als deel van The Rascals en in zijn eentje meewerken aan nummers op onder andere Ariana Grande's Positions en Drake's Certified Lover Boy. 

## 2022-2025: Electric Dusk & MUTT
In 2022 tekende Thomas een gedeeld contract met Motown en zanger Ty Dolla Sign's EZMNY Records, waar hij op 18 augustus 2023 zijn debuutalbum Electric Dusk uitbracht. Dit album werd ondersteund door de singles X-Rated met rapper Benny the Butcher, Love Jones met Ty Dolla Sign, Breaking Point en Crash & Burn. Het album bevatte verder nog een samenwerking met Victoria Monét. 
Op 27 september 2024 bracht Thomas zijn tweede album MUTT uit. Dit album werd ondersteund door de gelijknamige hit-single MUTT en het nummer Far Fetched met Ty Dolla Sign. Het album bevatte verder samenwerkingen met Masego, Wale, Axlfolie, Baby Rose en Freddie Gibbs. 
Op 30 mei 2025 bracht Thomas een uitgebreidere versie van MUTT uit, getiteld MUTT Deluxe: HEEL. Dit album bevatte 9 nieuwe nummers, waaronder een remix van het nummer MUTT met Chris Brown, twee samenwerkingen met Big Sean en het nummer Rather Be Alone met Halle Bailey. Anderhalve week later kondigde Thomas zijn MUTTS'S DONT HEEL tour aan, die in november 2025 aftrapt. 